# Пинотепский миштекский язык
Пинотепский миштекский язык (Coastal Mixtec, Jicaltepec Mixtec, Pinotepa Mixtec) — две разновидности миштекского языка, которые распространены на юге штата Оахака в Мексике.

## Диалекты
- Национальный пинотепский диалект (Coastal Mixtec, Lowland Jicaltepec Mixtec, Mixteco de Pinotepa Nacional, Pinotepa Nacional Mixtec, Western Jamiltepec Mixtec) распространён в городах Пинотепа-де-Дон-Луис, Сан-Антонио-Тепетлапа, Сан-Мигель-Тлакамама, Сан-Педро-Тулистлауака, Сан-Педро-Хикаян, Сан-Себастьян-Икскапа, Сан-Франсиско-Саюльтепек, Сан-Хуан-Атояк, Сан-Хуан-Какауатепек, Сан-Хуан-Хикаян, Санта-Крус-Итакуан, Санта-Мария-Хикальтепек, Сантьяго-Пинотепа-Насиональ, Тулистлауака округа Хамильтепек штата Оахака. Письмо на латинской основе.
- Сан-хуан-колорадский диалект (Mixteco de Oaxaca de la costa noroeste, Mixteco de San Juan Colorado, San Juan Colorado Mixtec) распространён в городах Сан-Педро-Атояк и Сан-Хуан-Колорадо прибрежной области штата Оахака. Письмо на латинской основе.